# 영국의 건축

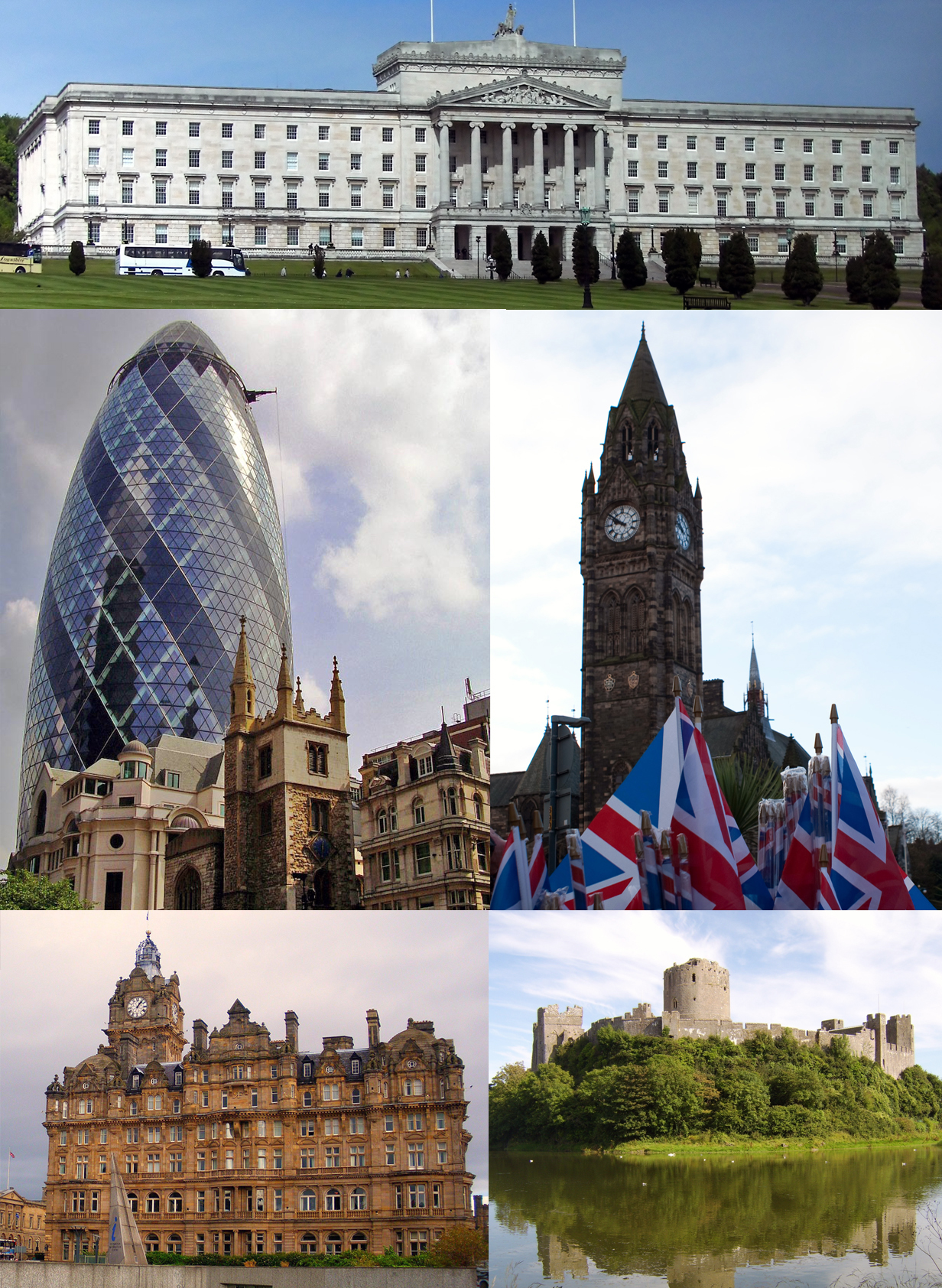
상단: 북아일랜드 국회의사당, 중앙 좌측: 30 세인트 메리 액스, 중앙 우측: 로치데일 타운홀, 좌하단: 벌모럴 호텔, 우하단: 펨브록성

영국의 건축(영어: Architecture of the United Kingdom 혹은 영어: British Architecture)은 로마 건축부터 21세기 현대 건축까지 다양한 건축 양식을 포괄한다. 영국을 이루는 연합왕국 가운데 잉글랜드 지역이 가장 영향력있는 발전을 이뤄냈으며 이와 함께 북아일랜드, 웨일스, 스코틀랜드가 독창적인 양식을 발전시켜왔다. 브리튼 제도 전역에 선사 시대까지 거슬러 올라가는 고전적인 구조물이 다수 존재하나, 영국 건축 문화의 본격적인 발흥은 597년 캔터베리의 아우구스티누스가 브리튼 왕국에 입성한지 얼마 지나지 않아 앵글로색슨인이 지은 크리스천 교회에서 비롯된 것으로 여겨진다. 11세기 무렵, 노르만 양식의 건축물이 브리튼과 아일랜드에 왕성하게 지어지기 시작했다. 이때 축조된 대다수 건물은 노르만족의 침략을 돕는 성과 교회였다. 1180년부터 1520년까지 꽃피웠던 영국식 고딕 건축은 원래 프랑스에서 유래했지만 영국에서 독창적으로 변형 및 계승되었다.

## 같이 보기
- 영국 출신의 건축가 목록

- 영국의 마천루 목록
- 영국 왕립 건축가 협회

## 인용